# Antoni Folch de Cardona
Antoni Folch de Cardona (Valencia, 1657 - Viena, 1724 ), fue miembro de la importante familia noble catalana de los Cardona. Era hijo de Felip Folch de Cardona y Palafox, marqués de Guadalest, y de Luisa María de Sotomayor. Se ordenó muy joven como fraile franciscano y progresó rápidamente en la carrera eclesiástica hasta ser nombrado arzobispo de Valencia. Se posicionó contra los excesos borbónicos durante la invasión del Reino de Valencia.
Al morir su padre, con quince años, se trasladó a Madrid, siendo bien acogido por la corte de Carlos II . Después ingresó en la milicia, y sirvió como capitán de infantería en Galicia y en las fronteras de Portugal .
Sin que se sepa el motivo, abandonó la milicia e ingresó en la orden franciscana, tomando el hábito en Palencia. Sucesivamente, fue colegiado mayor de San Pedro y San Pablo de la Universidad de Alcalá de Henares, lector de filosofía y teología, guardián de los conventos de Palencia y Ávila, comisario general de Indias, etc. Finalmente, por bula del 3 de febrero de 1696, fue designado arzobispo de Valencia.
Durante la invasión borbónica del Reino de Valencia, tomó parte por el archiduque de Austria (Carlos III). Después de la ocupación de Valencia por parte de los borbónicos, emigró a Viena, donde fue acogido por el archiduque, ya convertido en el emperador Carlos VI ( 1710 ). El emperador le nombró consejero áulico y presidente del Consejo de España e Italia.

## Obras
Cartas pastorales